# Milan Šulenta
Milan Šulenta (umro u Mariboru, 3. siječnja 2010.), bh. bivši nogometaš, športski radnik i gospodarstvenik. Ogromna je Šulentina zasluga u razvoju športa u Mostaru.

## Životopis
Igrao za zagrebačke klubove Poštar i Lokomotivu. Po dolasku u Mostar, osnovao je nogometni klub Poštar. Prestankom rada Poštara 1976. godine, prešao je u mostarsku Lokomotivu koja je bila pred rasulom. Sa suradnicima je napravio generalni remont u klubu, ojačao ga infrastrukturno i financijski. Lokomotiva je postala stabilni ligaš Republičke lige Bosne i Hercegovine. Zahuktali klub osvojio je Republičku ligu te ušao u Treću saveznu ligu Jugoslavije. Izvanšportski vijek proveo je u mostarskom PTT. Tijekom rata u BiH otišao je s obitelji iz Mostara. Starost je proveo u Mariboru, gdje je i umro.